# Тимень (Куявсько-Поморське воєводство)
Тимень (пол. Tymień) — село в Польщі, у гміні Ізбиця-Куявська Влоцлавського повіту Куявсько-Поморського воєводства.
Населення — 61 особа (2011).
У 1975-1998 роках село належало до Влоцлавського воєводства.

## Демографія
Демографічна структура станом на 31 березня 2011 року:
|          | Загалом | Допрацездатний вік | Працездатний вік | Постпрацездатний вік |
| -------- | ------- | ------------------ | ---------------- | -------------------- |
| Чоловіки | 29      | 10                 | 14               | 5                    |
| Жінки    | 32      | 9                  | 15               | 8                    |
| Разом    | 61      | 19                 | 29               | 13                   |